# Diarmaid MacCulloch
Diarmaid Ninian John MacCulloch ( /ˈd ɜːr m ə d / ; né le 31 octobre 1951) est un universitaire et historien britannique, spécialisé dans l'histoire ecclésiastique et l'histoire du christianisme. Depuis 1995, il est membre du St Cross College d'Oxford. Depuis 1997, il est professeur d'histoire de l'Église à l'Université d'Oxford.
MacCulloch siège au comité de rédaction du Journal of Ecclesiastical History.

## Biographie
Diarmaid MacCulloch est né dans le Kent, en Angleterre, fils de Nigel J. H. MacCulloch (prêtre anglican) et Jennie MacCulloch (née Chappell). Il déménage dans le Suffolk lorsque son père est nommé recteur de Wetherden. Il fréquente l'école préparatoire de Hillcroft, Haughley et Stowmarket Grammar School. Il étudie ensuite l'histoire au Churchill College de Cambridge, où il obtient un baccalauréat ès arts en 1972 , promu en maîtrise ès arts en 1976. Au cours de cette période, il est également organiste au collège. Après avoir obtenu un diplôme en administration des archives à l'Université de Liverpool en 1973, il retourne ensuite à Cambridge pour terminer un doctorat en 1977 sur l'histoire des Tudor sous la direction de Geoffrey Elton, combinant cela avec un poste de chercheur junior au Churchill College.
MacCulloch rejoint le Gay Christian Movement en 1976, siégeant deux fois à son comité et brièvement comme secrétaire honoraire. De 1978 à 1990, il enseigne au Wesley College de Bristol et enseigne l'histoire de l'Église au département de théologie de l'Université de Bristol. Il interrompt son enseignement pour préparer le diplôme d'Oxford en théologie (décerné en 1987) au Ripon College Cuddesdon. En 1987, il est ordonné diacre dans l'Église d'Angleterre et de 1987 à 1988, il est ministre non rémunéré à All Saints 'Clifton avec St John's dans le diocèse de Bristol. Cependant, en réponse à une motion présentée au Synode général en 1987 par Tony Higton concernant la sexualité du clergé, il refuse l'ordination à la prêtrise et cesse d'exercer son ministère à Clifton.
MacCulloch reçoit un doctorat en théologie (DD) de l'Université d'Oxford en 2001.
En 1996, son livre Thomas Cranmer : A Life remporte le Prix James Tait Black. Son livre de 2003 Reformation: Europe's House Divided 1490–1700 remporte le National Book Critics Circle Award 2004, le British Academy Book Prize 2004 et le Wolfson History Prize. A History of Christianity: The First Three Thousand Years est publié en septembre 2009 avec une série télévisée en 6 parties intitulée A History of Christianity qui est diffusée pour la première fois sur BBC4 en 2009, puis sur BBC2 et BBC4 en 2010. Le livre remporte le prix Cundill de l'Université McGill, un prix de 75 000 $, le plus important prix du genre au Canada à l'époque.
En 2012, il écrit et présente How God Made the English, une série documentaire en trois parties retraçant l'histoire de l'identité anglaise de l'âge des ténèbres à nos jours. En 2013, il présente un documentaire sur Thomas Cromwell et sa place dans l'histoire ecclésiastique et politique anglaise. Sa série de 2015 Sex and the Church sur BBC Two explore comment le christianisme façonne les attitudes occidentales envers le sexe, le genre et la sexualité à travers l'histoire.
En 2018, MacCulloch publie la biographie Thomas Cromwell : A Life. MacCulloch siège au Conseil consultatif européen de Princeton University Press.
MacCulloch est élu membre de la Society of Antiquaries of London (FSA) en 1978, membre de la Royal Historical Society (FRHistS) en 1982 et membre de la British Academy (FBA) en 2001. En 2003, il reçoit un doctorat honorifique en lettres (DLitt) de l'Université d'East Anglia. Il est fait chevalier dans les honneurs du Nouvel An 2012 pour ses services à l'érudition.

## Œuvres

### Filmographie
- Une histoire du christianisme (2009)
- Comment Dieu a créé les Anglais (2012)
- Henry VIII's Enforcer: The Rise and Fall of Thomas Cromwell (2013)
- Le sexe et l'Église (2015)

### Livres
- Suffolk and the Tudors: Politics and Religion in an English County 1500–1600 (Oxford, Clarendon Press, 1986)
- Groundwork of Christian History (Londres, Epworth Press, 1987)
- The Later Reformation in England (1990)
- Henry VIII: Politics, Policy, and Piety (1995)
- Thomas Cranmer: A Life (1996)
- Tudor Church Militant: Edward VI and the Protestant Reformation (1999)
  - republié sous le titre The Boy King: Edward VI and the Protestant Reformation (2001)
- Reformation: Europe's House Divided 1490–1700 (2003)
  - republié sous le titre The Reformation: A History (2005)
- Silence: A Christian History (Londres, Allen Lane, 2013)
- All Things Made New: The Reformation and its Legacy (Londres, Allen Lane, 2016)
- Thomas Cromwell: A Life (Londres, Allen Lane, 2018)